# جاش اونوما
جاشوا اوقنتگا پیتر اونوما (انگلیسی: Joshua Oghenetega Peter Onomah؛ زادهٔ ۲۷ آوریل ۱۹۹۷) بازیکن فوتبال اهل انگلستان است.
از باشگاه‌هایی که در آن بازی کرده‌است می‌توان به تاتنهام هاتسپر، استون ویلا، شفیلد ونزدی و فولام اشاره کرد.